# Karl August von Hardenberg
Carl August von Hardenberg eller Karl August friherre (fra 1814 fyrste) von Hardenberg (31. maj 1750 i Essenrode, i dag i Lehre – 26. november 1822 i Genova) var en preussisk statsmand og reformator. Han var preussisk udenrigsminister fra 1804. I 1807 blev han ledende minister og i 1810 blev han preussisk statskansler. Han fik gennemført en række vigtige reformer af forvaltning, erhvervsliv og uddannelse og tog også initiativet til bondebefrielse og ligestillingen af jøderne som statsborgere i 1812. Han gik ind for en liberal forfatningsstat og øgede medbestemmelse for borgerne. Indføringen af en forfatning fik han alligevel ikke gennem.

## Reformarbejde
Hardenberg arbejdede efter det preussiske nederlag til Frankrig på at få genetableret Preussen som en magtfaktor i de tyske stater. Han arbejdede i den forbindelse med en lang række reformforslag. Et af de mere kendte af Hardenbergs reformforslag var Riga Denkschrift fra (1807) som blev fremlagt for den preussiske konge Frederick Wilhelm III. I dette dokument gjorde Hardenberg rede for de tanker og ideer han havde gjort sig i forbindelse med sin tiltræden som ledende minister.